# Virgilijus Alekna
Virgilijus Alekna (Terpeikiai, 1972. február 13. –) kétszeres olimpiai bajnok litván atléta, diszkoszvető.

## Pályafutása
1996-ban vett részt első alkalommal az olimpiai játékokon. Atlantában a második legjobb eredménnyel jutott döntőbe, ahol 65,30-as dobásával az ötödik helyen zárt. 1997-ben, az Athénban rendezett világbajnokságon szerzett ezüstérme volt karrierje első jelentős nemzetközi sikere. Egy évvel később, a budapesti Európa-bajnokságon bronzérmes volt.
A 2000-es olimpián már az esélyesebbek között tartották számon. Hetekkel a játékok előtt, a litván bajnokságon megdöntötte egyéni csúcsát. 73,88-as dobott, ami máig a sportág történelmének második legjobb eredménye; mindössze 20 centiméterrel marad el a világcsúcstartó Jürgen Schult 74,08-ától. Sydney-ben ott volt a mezőnyben a címvédő, négyszeres világbajnok Lars Riedel is, akit Aleknának addig nem sikerült még legyőznie nemzetközi viadalon. A játékokon könnyedén jutott a döntőbe, és ott az ötödik körben 69,30-ot dobott, mellyel olimpiai bajnok lett. Kereken nyolcvan centiméterrel dobott nagyobbat, mint a végül ezüstérmes Riedel.
Az olimpiai sikert követő években meghatározó alakja volt sportjának. 2001-ben Reidel mögött a világbajnokságon, míg 2002-ben Fazekas Róbert mögött az Európa-bajnokságon volt ezüstérmes. 2003-ban aztán megszerezte pályafutása első világbajnoki címét.
Athénba címvédőként érkezett. A döntőbe a második legjobb eredménnyel jutott, egyedül fő riválisa, Fazekas teljesített jobban nála. A döntőben aztán a magyar versenyző már a második körben 70,93-as új olimpiai csúcsot dobott, míg Alekna legjobbja az első körben dobott 69,89 maradt. A viadal után azonban Fazekast diszkvalifikálták, mert a sportoló a doppingvizsgálaton nem adott elegendő vizeletmintát és elhagyta az ellenőrzés helyszínét. A győzelem így Aleknára szállt, továbbá - Fazekas eredményének törlése miatt - új olimpiai rekordot állított fel egyben.
2005-ben újfent megnyerte a világbajnokságot, majd 2006-ban a kontinensbajnokságon is győzött. A pekingi olimpián nem tudta megvédeni címét, az észt Gerd Kanter és a lengyel Piotr Małachowski mögött harmadik lett.

## Egyéni legjobbjai
- Súlylökés (szabadtér) - 19,99 m (1997)
- Diszkoszvetés (szabadtér) - 73,88 m (2000)
- Súlylökés (fedett) - 18,90 m (1997)